# Orienten
 "Østerland" omdirigeres hertil. For den historiske landsdel i Sverige, se Österland.
Orienten (oriens betyder der hvor Solen står op i øst) er en geografisk betegnelse for lande i og fjernere dele af Asien. Der findes også det danske synonym Østerland eller Østerlandene, der mest bruges poetisk (som i "de vise mænd fra Østerland"). Den nøjagtige definition af, hvilke lande betegnelsen orienten omfatter, varierer. Sædvanligvis omfatter den landene i Asiens sydlige halvdel fra Mellemøsten til Japan, undertiden også Nordafrika.
Begrebet stammer fra det latinske ord oriens, der refererer til der hvor Solen står op i øst. Det modsatrettede begreb Occidenten, der stammer fra det latinske ord occidens, henviser til landene mod vest og blev tidligere anvendt som betegnelse for den vestlige verden, men ordet anvendes nu kun i meget begrænset omfang.

## Orientalisme
Af Orienten er afledt ordet orientalisme, som dels betegner tidligere tiders videnskabelige studier af orientalske sprog og Orientens kultur i øvrigt, og dels den fascination af det fjerne og nære Østen, der i nogle perioder har eksisteret i bredere europæiske kredse. En orientalist har været betegnelsen for en videnskabsmand, der beskæftigede sig med disse områder, som f.eks. de danske professorer Frants Buhl, Johannes Østrup og Johannes Pedersen. En person fra Orienten kaldtes til sammenligning en orientaler.
Orienten er også oprindelsen til ordet "orientering", der betyder "anbringe i retning af øst".